# Redención (película)
Redención (Tyrannosaur en V. O.) es una película dramática inglesa de 2011 dirigida y escrita por Paddy Considine siendo este su primer film como cineasta. La producción está protagonizada por Peter Mullan, Olivia Colman, Eddie Marsan, Paul Popplewell y Sally Carman.

## Argumento
Joseph (Peter Mullan) es un hombre de mediana edad cuya vida ha entrado en un ciclo de violencia y alcoholismo tras el fallecimiento de su esposa. Tras una pelea en un pub con un grupo de jóvenes, llevado por su temperamento y embriaguez pega a su perro hasta la muerte. Desesperado, un día entra en un local de segunda mano regentado por Hannah (Olivia Colman), una cristiana practicante. Al verle escondido detrás de una hilera de ropa, se ofrece para "rezar por él". Esa misma noche es asaltado y agredido por un grupo. Al día siguiente vuelve a presentarse en el establecimiento con el cuerpo lleno de moratones a causa de la paliza descargando su arrebato contra ella.
Hannah, por su parte también sufre por sí misma: James, su marido (Eddie Marsan) la veja constantemente hasta tal punto de orinar sobre ella mientras duerme, a pesar de todo, sigue aguantándole. A la mañana siguiente Joseph reaparece para disculparse por el comportamiento del otro día y le pide un favor: visitar a un amigo (Robin Butler) para darle la extremaunción ante el deterioro de su enfermedad a raíz de un cáncer. Pocos días después fallece y este, con otro cambio de actitud, le pide un traje para el funeral, de pronto James entra en la tienda y se los encuentra con la idea de que puedan tener un affair. Pronto Joseph se da cuenta de que este es un maltratador e intenta mediar con él para explicarle la situación, pero desiste ante la insistencia de Hannah.
Una noche, esta sucumbe al mismo vicio de Joseph y se emborracha, mientras James vuelve a casa e insiste en agredirla y a violarla mientras duerme al mismo tiempo que vuelve a ser apalizada. Finalmente decide abandonarle y busca refugio en la casa de Joseph, el cual insiste en ir a su casa y hablar con el marido de esta, por lo que le roba las llaves mientras duerme. Sin embargo, la casa parece vacía hasta que se encuentra con el cuerpo sin vida de James, supuestamente apuñalado tras la agresión sexual. Tras descubrir el crimen, Hannah revela que ella fue la autora del acto y que James le destrozó el sistema reproductivo con una botella de cristal privándola de su deseo de ser madre.
Un año después, Joseph se prepara para visitar a su amiga en la cárcel, mientras su voz en off revela que su mejor amigo: un niño de 6 años y vecino (Samuel Botomley) fue atacado por un perro agresivo, propiedad del novio (Paul Popplewell) de su madre, también con un temperamento violento, por lo que decide matar al can por su cuenta con una maza. Aunque indiferente a los insultos y llantos desconsolados de este, reconoce que solo se lamenta de no haberlo hecho antes. Su acción, también le lleva a la cárcel dónde pasa unos cuantos meses para después retomar su vida y dejar el alcohol atrás.
La película finaliza con Joseph caminando tras visitar a su amiga.

## Reparto
- Peter Mullan es Joseph.
- Olivia Colman es Hannah.
- Eddie Marsan es James.
- Paul Popplewell es Bod.
- Samuel Bottomley es Samuel.
- Sian Breckin es Madre de Samuel.
- Ned Dennehy es Tommy.
- Sally Carman es Marie.
- Julia Mallam es Joven borracha.
- Natalia Carta es Amiga de la Joven borracha.

## Producción
El film está basado en el cortometraje Dog Altogether producido por Warp Films y escrito y dirigido por el propio Considine. Con este proyecto ganó el BAFTA al Mejor Corto, un BIFA y el León de Plata del Festival de Venecia de 2007. Mullan y Colman aparecieron en la obra junto con Karl Johnson. Popplewell también estuvo presente, pero en otro papel. El Consejo Cinematográfico del Reino Unido ofreció un total de 206.540 libras esterlinas para financiar el largometraje. El resto vino de los estudios: Warp X, Inflammable Films, Film4, Screen Yorkshire, EM Media y Optimum Releasing (propiedad de StudioCanal). El cineasta se inspiró en sus experiencias mientras vivía en la región de Midlands, no obstante, la película no es una autobiografía en ningún sentido. El título, cuyo significado se revela en el film, es una metáfora.
La localidad dónde discurre la trama tiene lugar en el Norte de Inglaterra, aunque no se especifica en ningún momento. En cuanto al rodaje, tuvo lugar en áreas residenciales de Leeds y Wakefield, entre las que se encuentran: Seacroft, Cross Gates, Eccup, Harehills y Alwoodley, esto explica la diferencia en el acento de los actores al ser de varios puntos del país.
La mayor parte de los extras fueron vecinos, entre los que se encuentra Chris Wheat, un músico local que colaboró prestando su música para la película. Los trabajadores de un centro benéfico también tuvieron pequeños papeles. Parte del equipo de producción también participó como la coordinadora de producción Samantha Milnes, quien hizo un cameo como la difunta mujer de Joseph que aparecía en la fotografía.

## Recepción

### Taquilla
El estreno fue bastante limitado respecto a otras producciones. En Estados Unidos fue proyectada en cinco salas de cine con un ingreso de taquilla de 13.871 libras. En cuanto al mercado internacional recaudaron 396.930. Cifra por debajo del presupuesto que rondaba las 750.000 libras.

### Crítica
Las críticas fueron en su mayor parte positivas. Desde Rotten Tomatoes recibió un porcentaje del 83% de un total de 75 reseñas y una nota media de 7,3 de 10. En el portal web llegaron al consenso de que: "[Redención] es un film brutal y franco a la vez sobre un hombre violento que busca redimirse". En Metacritic hubo dieciocho críticas con un 65% favorables.
Stuart McGurk de GQ Magazine afirmó que la producción era "la mejor película británica del año" mientras Empire la calificó de "cautivadora, intransigente y brillante". Como nota obtuvo 4 de 5 estrellas. Críticas similares obtuvo desde Total Film y medios de prensa como The Guardian, Sunday Mirror e Evening Star. The Daily Star y LoveFilm dieron su valoración máxima y The Sunday Telegraph la definió como "una de las películas más fuertes de 2011".
Jeffrey Wells, crítico cinematográfico de The American vio el film en el Festival de Cine de Los Ángeles e inició una campaña por Hollywood para cubrir los 2.000 dólares que cuesta alquilar una sala proyectora con el objetivo de que gane reconocimiento, siendo esta la primera proyección financiada por un crítico.
Roger Ebert del Chicago Sun-Times puntuó la película con 3,5 estrellas de 4 e hizo hincapié en la actuación de Peter Mullan, en cuanto a la producción declaró: "no es el tipo de película en la que uno espera encontrar un mensaje, pero sí la realidad de las personas heridas".
Mark Kermode de BBC Radio 5 Live alabó el film como una de las once mejores películas de 2011.